# Cocco di nonna
Cocco di nonna (Grandma's Boy) è un film diretto da Nicholaus Goossen, con Linda Cardellini, Allen Covert, Peter Dante.
È uscito nelle sale il 4 agosto 2006. A cavallo tra aprile e maggio del 2007 ha fatto la sua prima comparsa su Sky Cinema 1 e 2.

## Trama
Durante il giorno Alex (Allen Covert) testa videogame e fuma spinelli, di notte si dedica allo sviluppo di un nuovo gioco di sua invenzione. Le cose iniziano a complicarsi quando Alex è costretto ad andare a vivere con la nonna Lilly e le sue amiche Grace e Bea. Ai colleghi racconta delle sue nuove inquiline belle e sexy, ma un giorno la nonna e le sue amiche si presentano sul posto di lavoro dove Alex ha già numerosi problemi con J.P., inventore di videogiochi che sembra uscito da una parodia di Matrix e con Samantha, la manager incaricata di seguire l'ultima fase dello sviluppo de "Lo sterminatore 3" il gioco che dovrà conquistare il mercato.